# Sidi Slimane (Touggourt)
Sidi Slimane è un comune dell'Algeria, situato nella provincia di Touggourt.